# Rubinkehlchen

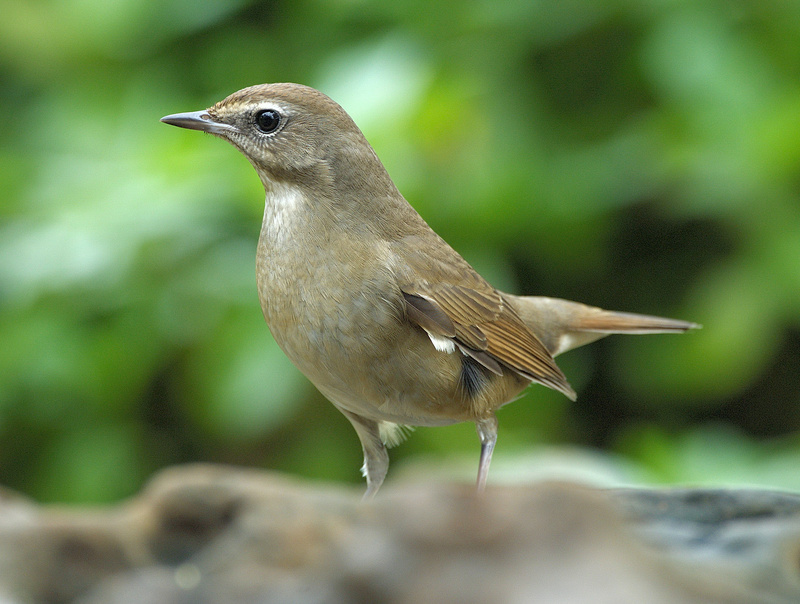
Dem Weibchen fehlt die namensgebende Kopfzeichnung

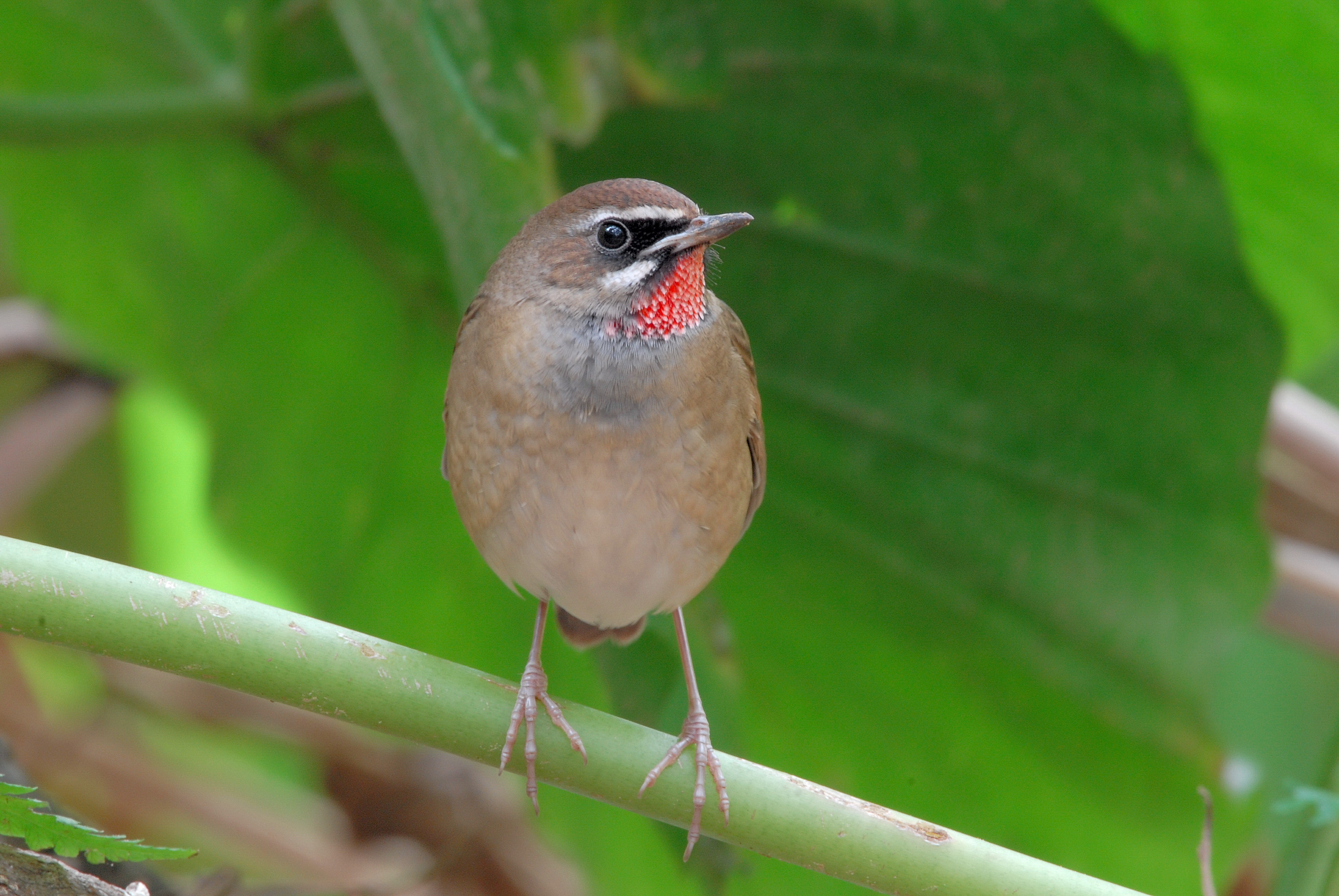
Ein weiteres Männchen

Das Rubinkehlchen (Calliope calliope, Syn.: Luscinia calliope), bisweilen auch als Sibirisches Rubinkehlchen oder Taigarubinkehlchen bezeichnet, ist eine Vogelart aus der Familie der Fliegenschnäpper (Muscicapidae). Es besiedelt die asiatische Taiga östlich des Urals und ist relativ eng mit Nachtigall, Sprosser und Blaukehlchen verwandt. Mit diesen wurde es früher in dieselbe Gattung Luscinia gestellt, die sich in dieser Form allerdings als nicht monophyletisch erwiesen hat. Zusammen mit einigen eng verwandten Arten steht das Rubinkehlchen daher nun in der Gattung Calliope.

## Beschreibung

### Aussehen
Das Rubinkehlchen ist mit 14,5–16 cm etwa so groß wie Sprosser und Nachtigall und ähnelt diesen auch stark im Habitus. Das schlichte Olivbraun der Oberseite setzt sich etwas heller auf Brust und Flanken fort und geht dort in das Cremeweiß des Bauches über. Der Bürzel ist etwas rötlicher, der Stoß etwas dunkler braun. Die geschlossenen Flügel zeigen ein warm- bis rötlich braunes Feld.
Die Kopfzeichnung des Männchens erinnert an die des Blaukehlchens. Ein weißer Überaugenstreif, der kurz hinter dem Auge endet, setzt sich von dem schwarzen Feld vor dem Auge, das auf der Wange ausläuft, deutlich ab, ebenso wie der weiße Wangenstreif, der durch einen feinen Bartstrich gegen die namengebende, leuchtend rubinrote Kehle abgegrenzt wird.
Beim Weibchen und Jungvögeln im ersten Jahr ist die Kopfzeichnung sehr viel verwaschener. Der Überaugenstreif ist hellbeige, der Wangenstreif blass beige und die schwarzen Partien sind lediglich dunkel graubraun. Das leuchtende Rot der Kehle fehlt, diese ist beige bis hellbeige gefärbt. Diesjährige zeigen zudem an Teilen des Großgefieders der Flügel blassbräunliche Spitzen, die aber ab Herbst durch Abnutzung verschwinden.
Das dunkle Auge zeigt einen hellen Rand. Der Schnabel ist dunkelbraun, bei Männchen im Brutkleid schwärzlich. Die Füße sind grau- bis rosabraun, bei den Jungvögeln fleischfarben.

### Stimme
Der Gesang wird als laut sprudelnd beschrieben und zeigt Ähnlichkeit mit dem von Rotkehlchen oder Gartengrasmücke, kommt jedoch in der Lautstärke nahezu an den von Nachtigall und Sprosser heran. Nicht selten werden Imitationen anderer Arten eingeflochten. Er ist meist morgens oder abends bis nach Einbruch der Dunkelheit zu hören, bisweilen aber auch die ganze Nacht. In Gebirgsregionen mit kalten Nächten singt das Männchen schon oft ab dem frühen Nachmittag bis in die Dämmerung.
Der Kontaktruf ist ein lautes, melodisches und langgezogenes „tjuit“, das meist doppelt vorgebracht wird („tjuit-tjuit“ oder „ii-lü“) und auf das bisweilen ein hartes „tack-tack“ oder „tjock“ (ähnlich Wacholderdrossel) folgt. Der Alarmruf ist ein oft zweigeteiltes Knarren, das an entsprechende Rufe der Nachtigall erinnert.

### Verhalten
Das allgemein als recht scheu beschriebene Rubinkehlchen bewegt sich ähnlich der Nachtigall oder dem Blaukehlchen hüpfend über den Boden, wo es auch zumeist seine Nahrung sucht. Nach mehreren Hüpfern hält es kurz inne. Bei Erregung wird der Schwanz oft kurz aufgespreizt über die Höhe des Rückens angehoben. Das singende Männchen wechselt ständig zwischen mehreren bevorzugten Warten in der Strauch- oder der unteren Baumschicht, selten in Höhen von 3–4 m. Beim Singen wird die rubinrote Brust präsentiert, bei Störungen lässt sich der Vogel aber sofort in die Deckung fallen. Im Gebirge ist das Rubinkehlchen oft weniger scheu und singt dort auch auf hohen, exponierten Warten. Dies könnte mit der geringeren Häufigkeit von Greifvögeln in diesem Lebensraum zusammenhängen.

## Verbreitung

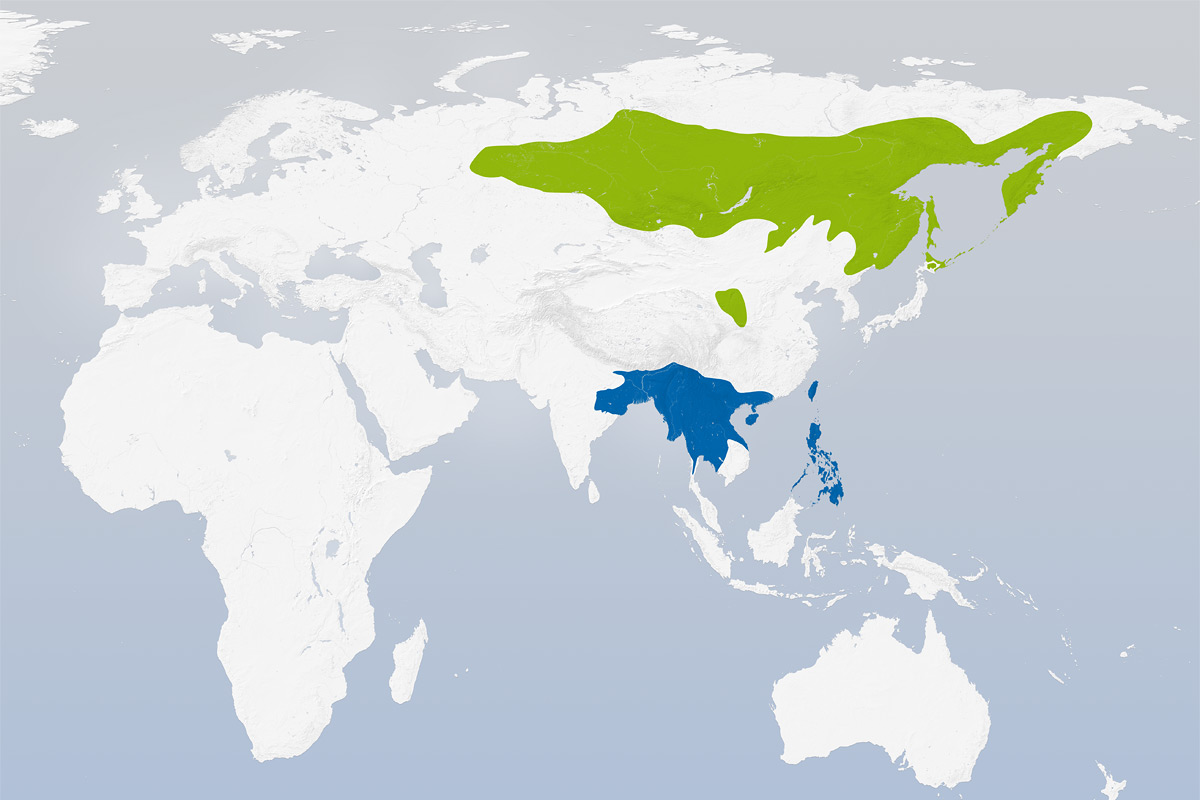
Brutverbreitung (grün) und Überwinterungsgebiete (blau) des Rubinkehlchens

Das Rubinkehlchen besiedelt die Taigazone Sibiriens vom Ural (an dessen Westseite die einzigen europäischen Vorkommen liegen) bis zu den Kurilen und nach Hokkaidō. Im Norden folgt die Arealgrenze dem Rand der Taiga zwischen 59 und 67°. Im Süden schließt das Vorkommen das Kleine und Große Hinggan-Gebirge, das Chentii- und das Changai-Gebirge sowie den Altai ein. In Westsibirien wird es durch die Grenze von Taiga und Waldsteppe begrenzt. Ein inselartiges Vorkommen findet sich in Zentralchina.

## Wanderungen
Das Rubinkehlchen ist ein Zugvogel, der im tropischen Asien überwintert. Die Überwinterungsgebiete reichen von Nordostindien und Nepal bis in den Norden Indochinas (Thailand und Myanmar) sowie ostwärts bis nach Südchina, Taiwan und zu den Philippinen. Der Wegzug erfolgt etwa ab Anfang und Mitte August, die Rückkehr in die Brutgebiete liegt etwa zwischen Anfang Mai und Mitte Juni.

## Lebensraum
Die Lebensraumansprüche des Rubinkehlchens ähneln denen von Nachtigall und Sprosser. Es besiedelt die lichtarme, untere Strauchschicht in jungen Gehölzen, Gebüschen und Großstaudendickichten an feuchten Standorten. Die Baumschicht ist kaum von Belang, jedoch muss sie einen üppigen Unterwuchs zulassen.
In den Nadelwäldern der asiatischen Mittel- und Hochgebirge oder der Taiga bewohnt das Rubinkehlchen meist Schläge, Windwurfflächen, Verfallsstadien oder reich strukturierte Waldränder mit viel Unterwuchs, Reisig, Gestrüpp und Baumleichen sowie hohem Gras, Brennnessel- oder Staudenfluren. Zudem besiedelt es auch Stangenhölzer, z. B. mit Unterwuchs aus Rhododendron dauricum.
Gerne werden auch sumpfige Bruch- und Auwälder sowie Standorte in Gewässernähe mit Ufergestrüpp oder Gehölzen aus Weiden, Birken, Traubenkirsche, Faulbaum, Zitterpappeln oder Erlen angenommen. Hier werden oft besonders hohe Siedlungsdichten erreicht.
Im Gebirge kommt das Rubinkehlchen bis maximal 3500 m ü. M. vor. Hier besiedelt es den subalpinen Strauchgürtel zwischen der Waldgrenze und der alpine Stufe. So beispielsweise auf Hokkaido in den Beständen der Zwergkiefer oder andernorts in Beständen aus Alpenrosen, Strauch- und Zwergweiden.
Ungewöhnlichere Habitate sind Fluren aus Zwergbambus oder Bestände des Sachalin-Staudenknöterichs.

## Fortpflanzung
Das Rubinkehlchen führt eine monogame Brut- oder Saisonehe. Es brütet einmal im Jahr, Ersatzgelege kommen vor. Die Nistplätze werden gleich nach der Ankunft im Brutrevier besetzt, auch wenn die Männchen bei Kälte bisweilen noch nicht singen.
Das Nest wird meist dicht am Boden am sich verzweigenden Fuß von Sträuchern, auf Gras- oder Moosbulten errichtet, in Ausnahmefällen auch etwa 50 cm hoch auf einem Ast. Es befindet sich meist versteckt in der Vegetation. Es ist ein etwa 90–160 mm breiter und 70–120 mm hoher, kugelförmiger Bau aus trockenen Gräsern und anderen Pflanzenteilen. Die Außenwände sind 24–40 mm stark, das Innere ist kaum gepolstert. Das Eingangsloch liegt relativ hoch an der Seite, wobei es sowohl Nester mit sehr großem Eingang gibt, die fast napfförmig wirken, als auch Nester mit angedeuteter Eingangsröhre.
Das Gelege besteht aus 5, seltener 4–6 Eiern, von etwa 21 × 15 mm Größe, mäßig glänzender, blaugrüner Färbung (ähnlich Gartenrotschwanz) und in den meisten Fällen mit einer sehr undeutlichen, leichten bräunlichen Wölkung oder Sprenkelung am stumpfen Ende. Gelege werden ab Ende Mai bis Mitte Juni gefunden, Nachgelege kommen bis Ende Juli vor. Die Brutdauer beträgt 13, die Nestlingszeit 12 Tage. Die Jungen fliegen Mitte bis Ende Juli aus, flügge Junge wurden aber auch noch im August festgestellt.